# Nicola Botta
Nicola Botta (Cefalù, 9 agosto 1834 – Cefalù, 27 maggio 1886) è stato un politico, avvocato e patriota italiano.

## Biografia
Nicola Botta nasce primogenito a Cefalù dal dottore Francesco Botta e Concetta Miceli, frequenta il collegio di San Rocco a Palermo, e si laurea in giurisprudenza all'Università degli Studi di Palermo. Ad appena 17 anni era già segnalato dalla polizia borbonica per le sue attività cospiratorie e la sua insofferenza verso la tirannide. A 22 anni è uno dei protagonisti della rivolta del 1856, assieme a Salvatore Spinuzza e Francesco Bentivegna, ma viene catturato dai Borbone e condannato a 18 anni di carcere a Favignana. Nel 1860 viene liberato da Giuseppe Garibaldi, durante la Spedizione dei Mille, e si unisce all’esercito garibaldino. Dopo il ferimento di Garibaldi, durante la Giornata dell’Aspromonte, l’esercito si sciolse, con quasi 2000 garibaldini arrestati, e sette morti; Botta passa nell’esercito italiano, combattendo nella Terza guerra d'indipendenza, e guadagnandosi il grado di Maggiore. Nel frattempo, nel 1864 viene eletto rappresentante al Parlamento nazionale dal collegio di Cefalù, ricopre tale carica per 22 anni, e 7 legislature (VIII, IX, X, XI, XII, XIII, XIV, e XV). Al Parlamento, Botta votò in favore dell'abolizione della pena di morte, presentò un ordine del giorno per il compimento della rete stradale in Sicilia, e si adoperò per istituire un Istituto tecnico a Cefalù. Anche quando era moribondo, i concittadini lo rielessero Deputato un'ultima volta.

## Riconoscimenti
A Nicola Botta sono intitolati l'Istituto Comprensivo Nicola Botta e una via del centro storico di Cefalù. Un monumento in Via Giacomo Matteotti a Cefalù ne commemora la persona, una targa nella stessa cittadina in via Nicola Botta indica il luogo dove dalla casa Botta iniziarono i moti del 25 Novembre 1856.